# Enyo latipennis
Enyo latipennis là một loài bướm đêm thuộc họ Sphingidae. Nó được Rothschild và Jordan, miêu tả năm 1903. Nó được tìm thấy ở Jamaica.
There are probably two hoặc three generations per year.

## Hình ảnh